# Mount Andrée
Der Mount Andrée (in anderer Schreibweise Mount Andrei) ist ein eisfreier und 141 m hoher Hügel auf der Insel Heard. Er überragt die kleine Landspitze zwischen der Cave Bay und der West Bay auf der Westseite der Insel.
Erstmals kartiert und als Mont Andrée de la Rüe benannt wurde er im Jahr 1929 vom französischen Geologen Edgar Aubert de la Rüe (1901–1991), der an Bord des Walfängers Kildalkey geologische Untersuchungen an der Nord- und Westküste der Insel unternahm. Der Hügel wurde bei der British Australian and New Zealand Antarctic Research Expedition (1929–1931) unter der Leitung des australischen Polarforschers Douglas Mawson im Jahr 1929 als Teil eines zerteilten Vulkankraters identifiziert und als Cave Bay Hill benannt. Der jedoch heute gültige Name ist eine durch das Antarctic Names Committee of Australia (ANCA) im Jahr 1954 vorgenommene Verkürzung des ursprünglichen Namens. Namensgeberin ist de la Rües Ehefrau.